# Redfield (Iowa)
Redfield es una ciudad ubicada en el condado de Dallas en el estado estadounidense de Iowa. En el Censo de 2010 tenía una población de 835 habitantes y una densidad poblacional de 229,79 personas por km².

## Geografía
Redfield se encuentra ubicada en las coordenadas 41°35′26″N 94°11′46″O / 41.59056, -94.19611. Según la Oficina del Censo de los Estados Unidos, Redfield tiene una superficie total de 3.63 km², de la cual 3.63 km² corresponden a tierra firme y (0%) 0 km² es agua.

## Demografía
Según el censo de 2010, había 835 personas residiendo en Redfield. La densidad de población era de 229,79 hab./km². De los 835 habitantes, Redfield estaba compuesto por el 95.93% blancos, el 0.36% eran afroamericanos, el 0.12% eran amerindios, el 0% eran asiáticos, el 0% eran isleños del Pacífico, el 1.56% eran de otras razas y el 2.04% pertenecían a dos o más razas. Del total de la población el 3.95% eran hispanos o latinos de cualquier raza.